# Харди, Трей
Джеймс Эдвард («Трей») Харди (англ. James Edward ("Trey") Hardee III; род. 7 февраля 1984 года в Бирмингеме, Алабама) — американский легкоатлет, который специализируется в многоборье. 2-кратный чемпион мира по десятиборью. Член сборной США на Олимпийских играх 2008 и 2012 годов.

## Студенческая карьера
Трей Харди изначально не занимался многоборьем. В детстве и юношестве его больше привлекал баскетбол. В 2002 году Харди поступил в Миссисипский государственный университет. После того, как его не взяли в университетскую баскетбольную команду, он стал заниматься лёгкой атлетикой. Первоначально представлял свой университет в прыжках с шестом. Тренеры приметили его редкое сочетание физической силы и скорости и посоветовали ему заняться многоборьем. В 2004 году Харди стал вторым на выступлениях многоборцев среди всех университетов США. В 2005 году спортсмен победил на студенческом чемпионате по десятиборью и стал третьим на чемпионате по семиборью. В 2006 году Харди установил рекорд в десятиборье среди студентов, набрав 8465 очков. 

## Профессиональная карьера
В 2008 году на Олимпиаде в Пекине Харди занял итоговое 4-е место, когда по иронии судьбы завалил прыжки с шестом, на которых специализировался на заре своей профессиональной карьеры. На чемпионате мира 2009 года в Берлине Харди завоевал золотую медаль, установив личный рекорд (8790 очков). В этом же году он выиграл чемпионат США по десятиборью, набрав 8261 очко. В 2010 году на чемпионате мира в помещении в Дохе Харди занял второе место, уступив своему соотечественнику Брайану Клэю лишь 20 очков. В 2011 году чемпионате мира в Тэгу Харди сохранил свой чемпионский титул, набрав 8607 очков и обогнав ближайшего преследователя и по совместительству напарника по сборной США Эштона Итона на 102 очка. 

## Личная жизнь
У Трея и его жены Челси трое детей: дочери Франческа Нора "Фрэнки" Харди (р. 5 декабря 2016), Пенелопи Джун "Пенни" Харди (р. 18 января 2019) и сын Майлз Эрик Харди (р. 6 октября 2020).

## Личные рекорды
| Соревнование    | Результат | Место      | Дата       |
| --------------- | --------- | ---------- | ---------- |
| 100 м           | 10,39     | Гётцис     | 29/05/2010 |
| 200 м           | 21,09     | Уэйко      | 13/05/2006 |
| 400 м           | 47,51     | Сакраменто | 07/06/2006 |
| 1500 м          | 4.40,94   | Лондон     | 09/08/2012 |
| 110 м с/б       | 13,54     | Лондон     | 09/08/2012 |
| Прыжок в высоту | 2,05      | Пекин      | 21/08/2008 |
| Прыжок с шестом | 5,25      | Остин      | 03/04/2008 |
| Прыжок в длину  | 7,88      | Гётцис     | 28/05/2011 |
| Толкание ядра   | 15,72     | Юджин      | 22/06/2012 |
| Метание диска   | 52,68     | Остин      | 03/04/2008 |
| Метание копья   | 68,99     | Тэгу       | 28/08/2011 |
| Десятиборье     | 8790      | Берлин     | 20/08/2009 |